# George K. Kunowsky
George Karl Friedrich Kunowsky (1786-1846) foi um astrônomo alemão.